# Osołynka
Osołynka (ukr. Осолинка; pol. hist. Ossolinka) – wieś na Ukrainie, w obwodzie winnickim, w rejonie lityńskim. W 2001 roku liczyła 459 mieszkańców.

## Dwór
- parterowy dwór wybudowany na przełomie XVIII i XIX wieku przez Hołowińskich istniał do 1917 roku[1].